# Vesicularia stillatitia
Vesicularia stillatitia är en bladmossart som beskrevs av Jules Cardot 1911. Vesicularia stillatitia ingår i släktet Vesicularia och familjen Hypnaceae. Inga underarter finns listade i Catalogue of Life.